# Bésignan
Bésignan est une commune française située dans le département de la Drôme, en région Auvergne-Rhône-Alpes.
Ses habitants sont dénommés les Bésignanais.

## Géographie

### Localisation
Bésignan est située à 5 km de Sainte-Jalle, à 13 km de Buis-les-Baronnies et à 23 km de Nyons.

### Hydrographie
La commune est arrosée par l'Ennuye.

### Climat
Pour des articles plus généraux, voir Climat d'Auvergne-Rhône-Alpes et Climat de la Drôme.
En 2010, le climat de la commune est de type climat du Bassin du Sud-Ouest, selon une étude du CNRS s'appuyant sur une série de données couvrant la période 1971-2000. En 2020, Météo-France publie une typologie des climats de la France métropolitaine dans laquelle la commune est exposée à un climat de montagne ou de marges de montagne et est dans la région climatique  Alpes du sud, caractérisée par une pluviométrie annuelle de 850 à 1 000 mm, minimale en été. 
Pour la période 1971-2000, la température annuelle moyenne est de 11,8 °C, avec une amplitude thermique annuelle de 16,8 °C. Le cumul annuel moyen de précipitations est de 856 mm, avec 7,1 jours de précipitations en janvier et 4,3 jours en juillet. Pour la période 1991-2020, la température moyenne annuelle observée sur la station météorologique installée sur la commune est de 12,6 °C et le cumul annuel moyen de précipitations est de 783,1 mm,. Pour l'avenir, les paramètres climatiques de la commune estimés pour 2050 selon différents scénarios d'émission de gaz à effet de serre sont consultables sur un site dédié publié par Météo-France en novembre 2022.
| Mois                                  | jan.           | fév.           | mars            | avril         | mai            | juin          | jui.          | août          | sep.           | oct.            | nov.            | déc.             | année      |
| ------------------------------------- | -------------- | -------------- | --------------- | ------------- | -------------- | ------------- | ------------- | ------------- | -------------- | --------------- | --------------- | ---------------- | ---------- |
| Température minimale moyenne (°C)     | 0,5            | 0,3            | 3,3             | 5,9           | 9,5            | 13            | 15,2          | 15            | 11,5           | 8,5             | 4,1             | 1,2              | 7,3        |
| Température moyenne (°C)              | 4,5            | 5,1            | 8,4             | 11,3          | 15,2           | 19,2          | 21,8          | 21,6          | 17,2           | 13,3            | 8,2             | 5                | 12,6       |
| Température maximale moyenne (°C)     | 8,6            | 9,8            | 13,6            | 16,6          | 20,9           | 25,3          | 28,3          | 28,1          | 22,8           | 18,1            | 12,3            | 8,8              | 17,8       |
| Record de froid (°C) date du record   | −10,5 13.01.03 | −12,8 05.02.12 | −9,7 02.03.05   | −2,4 08.04.21 | 0,6 05.05.1991 | 5 21.06.1992  | 8,2 11.07.07  | 8,2 27.08.11  | 2,6 29.09.1993 | −2,9 31.10.1997 | −7,7 23.11.1998 | −12,1 30.12.1996 | −12,8 2012 |
| Record de chaleur (°C) date du record | 19,4 10.01.15  | 21,3 27.02.19  | 24,5 24.03.1994 | 27 24.04.07   | 32,6 23.05.09  | 39,8 28.06.19 | 36,6 17.07.05 | 38,2 22.08.23 | 32,2 04.09.16  | 29,7 08.10.23   | 22,4 07.11.15   | 18,7 30.12.21    | 39,8 2019  |
| Précipitations (mm)                   | 57             | 43,2           | 49,1            | 67,8          | 68             | 53,3          | 34,5          | 47            | 98,4           | 102             | 104,2           | 58,6             | 783,1      |

## Urbanisme

### Typologie
Au 1er janvier 2024, Bésignan est catégorisée commune rurale à habitat très dispersé, selon la nouvelle grille communale de densité à 7 niveaux définie par l'Insee en 2022.
Elle est située hors unité urbaine et hors attraction des villes,.

### Occupation des sols
L'occupation des sols de la commune, telle qu'elle ressort de la base de données européenne d’occupation biophysique des sols Corine Land Cover (CLC), est marquée par l'importance des territoires agricoles (55,6 % en 2018), en augmentation par rapport à 1990 (46 %). La répartition détaillée en 2018 est la suivante : 
milieux à végétation arbustive et/ou herbacée (35,1 %), zones agricoles hétérogènes (34,4 %), cultures permanentes (20,1 %), forêts (9,4 %), terres arables (0,7 %), prairies (0,3 %). L'évolution de l’occupation des sols de la commune et de ses infrastructures peut être observée sur les différentes représentations cartographiques du territoire : la carte de Cassini (XVIIIe siècle), la carte d'état-major (1820-1866) et les cartes ou photos aériennes de l'IGN pour la période actuelle (1950 à aujourd'hui).

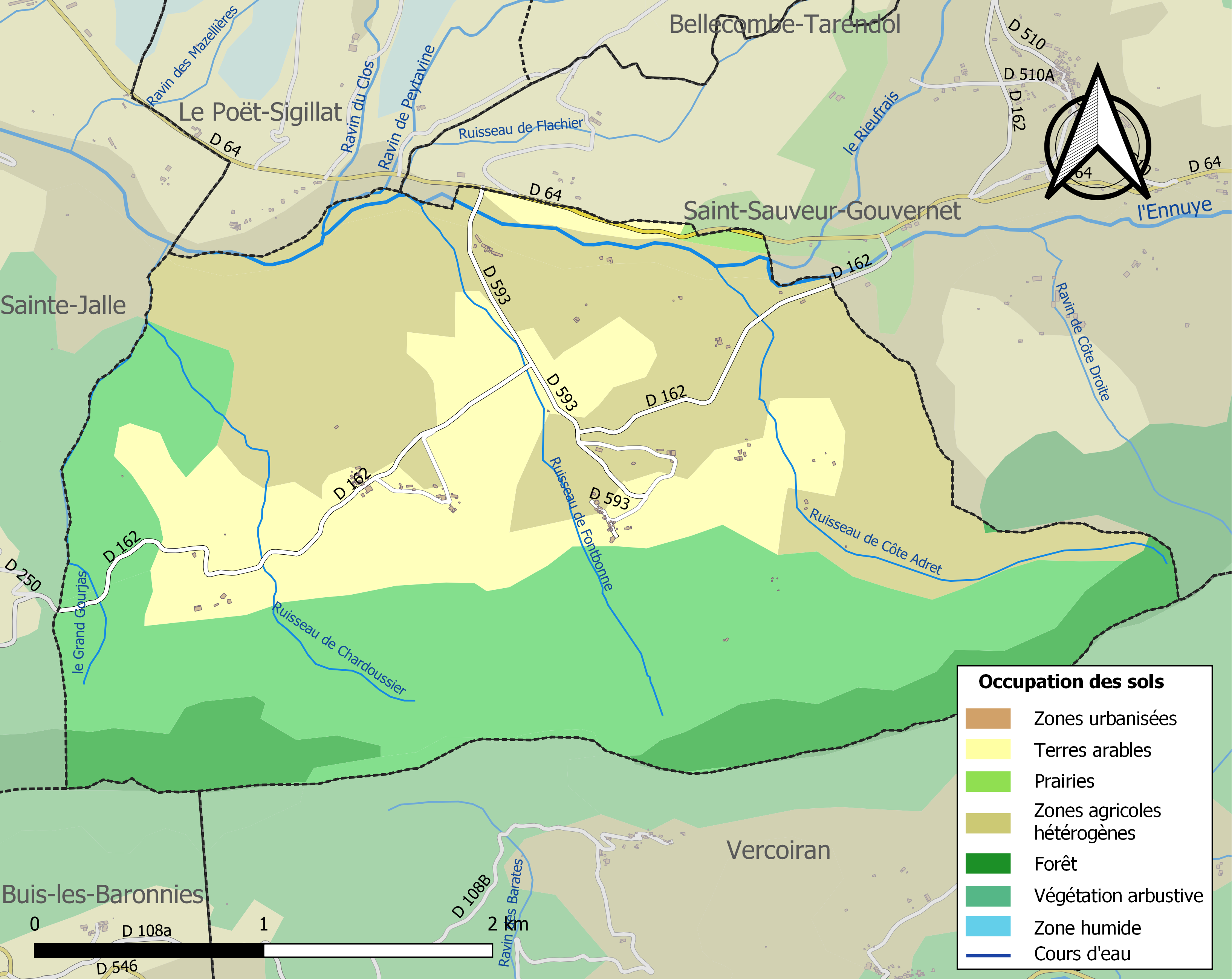
Carte des infrastructures et de l'occupation des sols de la commune en 2018 (CLC).

## Toponymie

### Attestations
Dictionnaire topographique du département de la Drôme :
- 1275 : Besignanum (inventaire des dauphins, 232).
- 1293 : Castrum de Businano (inventaire des dauphins, 221).
- 1296 : Castrum de Besingnano (Valbonnais, II, 110).
- 1343 : Castrum de Busignano (choix de docum., 86).
- 1378 : Besinhanum (archives de la Drôme, E 1239).
- 1891 : Bésignan, commune du canton de Buis-les-Baronnies.

## Histoire

### Du Moyen Âge à la Révolution
La seigneurie :
- Fief de la baronnie de Mévouillon (jusqu'au XVIe siècle[12]).
- XIVe siècle : appartient aux Bésignan.
- 1520 : une moitié passe (par mariage) aux Pape-Saint-Auban.
- 1584 : l'autre moitié passe (par mariage) aux Autane.
- 1766 : acquis par les Duclaux, derniers seigneurs.

Avant 1790, Bésignan était une communauté de l'élection de Montélimar et de la subdélégation et du bailliage du Buis, formant une paroisse du diocèse de Sisteron.

### De la Révolution à nos jours
En 1790, Bésignan fut compris dans le canton de Sainte-Jalle, mais la réorganisation de l'an VIII l'a fait entrer dans celui de Buis-les-Baronnies.
1792 : tentative de contre-révolution par le propriétaire du château.
- Le dernier seigneur, le marquis Pierre Charles Joseph du Claux de Bésignan, fut accusé d'avoir fomenté une contre-révolution en formant une coalition avec d'autres seigneurs des villages environnants. Le marquis passait auprès de ses fermiers comme un homme tyrannique. Il était surtout ruiné et passa sa vie à essayer de rentrer dans ses dettes. Son château, dans lequel il s'enferma avec sa femme et ses quatre enfants, fut pilonné pendant 36 heures par la garde nationale. Le marquis réussit à s'enfuir, dut quitter la France et mourut à Naples en 1806[réf. nécessaire].

## Politique et administration

### Liste des maires
| Période                                  | Période   | Identité       | Étiquette | Qualité     |
| ---------------------------------------- | --------- | -------------- | --------- | ----------- |
| Les données manquantes sont à compléter. |           |                |           |             |
| mars 2001                                | mars 2008 | Claude Bernard |           |             |
| mars 2008                                | En cours  | José Fernandes | DVG       | Agriculteur |

## Population et société

### Démographie
L'évolution du nombre d'habitants est connue à travers les recensements de la population effectués dans la commune depuis 1793. Pour les communes de moins de 10 000 habitants, une enquête de recensement portant sur toute la population est réalisée tous les cinq ans, les populations de référence des années intermédiaires étant quant à elles estimées par interpolation ou extrapolation. Pour la commune, le premier recensement exhaustif entrant dans le cadre du nouveau dispositif a été réalisé en 2007.

En 2022, la commune comptait 79 habitants, en évolution de +3,95 % par rapport à 2016 (Drôme : +2,64 %, France hors Mayotte : +2,11 %).
| 1793 | 1800 | 1806 | 1821 | 1831 | 1836 | 1841 | 1846 | 1851 |
| ---- | ---- | ---- | ---- | ---- | ---- | ---- | ---- | ---- |
| 180  | 182  | 174  | 150  | 183  | 191  | 181  | 203  | 210  |

| 1856 | 1861 | 1866 | 1872 | 1876 | 1881 | 1886 | 1891 | 1896 |
| ---- | ---- | ---- | ---- | ---- | ---- | ---- | ---- | ---- |
| 195  | 192  | 198  | 190  | 192  | 186  | 169  | 160  | 153  |

| 1901 | 1906 | 1911 | 1921 | 1926 | 1931 | 1936 | 1946 | 1954 |
| ---- | ---- | ---- | ---- | ---- | ---- | ---- | ---- | ---- |
| 141  | 120  | 119  | 98   | 92   | 77   | 80   | 78   | 62   |

| 1962 | 1968 | 1975 | 1982 | 1990 | 1999 | 2006 | 2007 | 2012 |
| ---- | ---- | ---- | ---- | ---- | ---- | ---- | ---- | ---- |
| 50   | 49   | 44   | 47   | 55   | 69   | 66   | 66   | 64   |

| 2017 | 2022 | - | - | - | - | - | - | - |
| ---- | ---- | - | - | - | - | - | - | - |
| 82   | 79   | - | - | - | - | - | - | - |

### Enseignement
La commune de Bésignan dépend de l'académie de Grenoble, mais n'a pas d'école en activité. Les élèves débutent leur scolarité à Sainte-Jalle, puis à Buis-les-Baronnies.

### Manifestations culturelles et festivités
- Fête patronale : 25 novembre / Fête communale : 15 août[12].

#### Loisirs
- Chasse et pêche[12].

## Économie
- En 1992 : bois, lavande, tilleul, vignes, ovins, caprins (tommes de chèvre), apiculture[12].
- Fruits : abricot[réf. nécessaire].

## Culture locale et patrimoine

### Lieux et monuments
- Village sur butte[12].
- Ruines du l'ancien château[12].

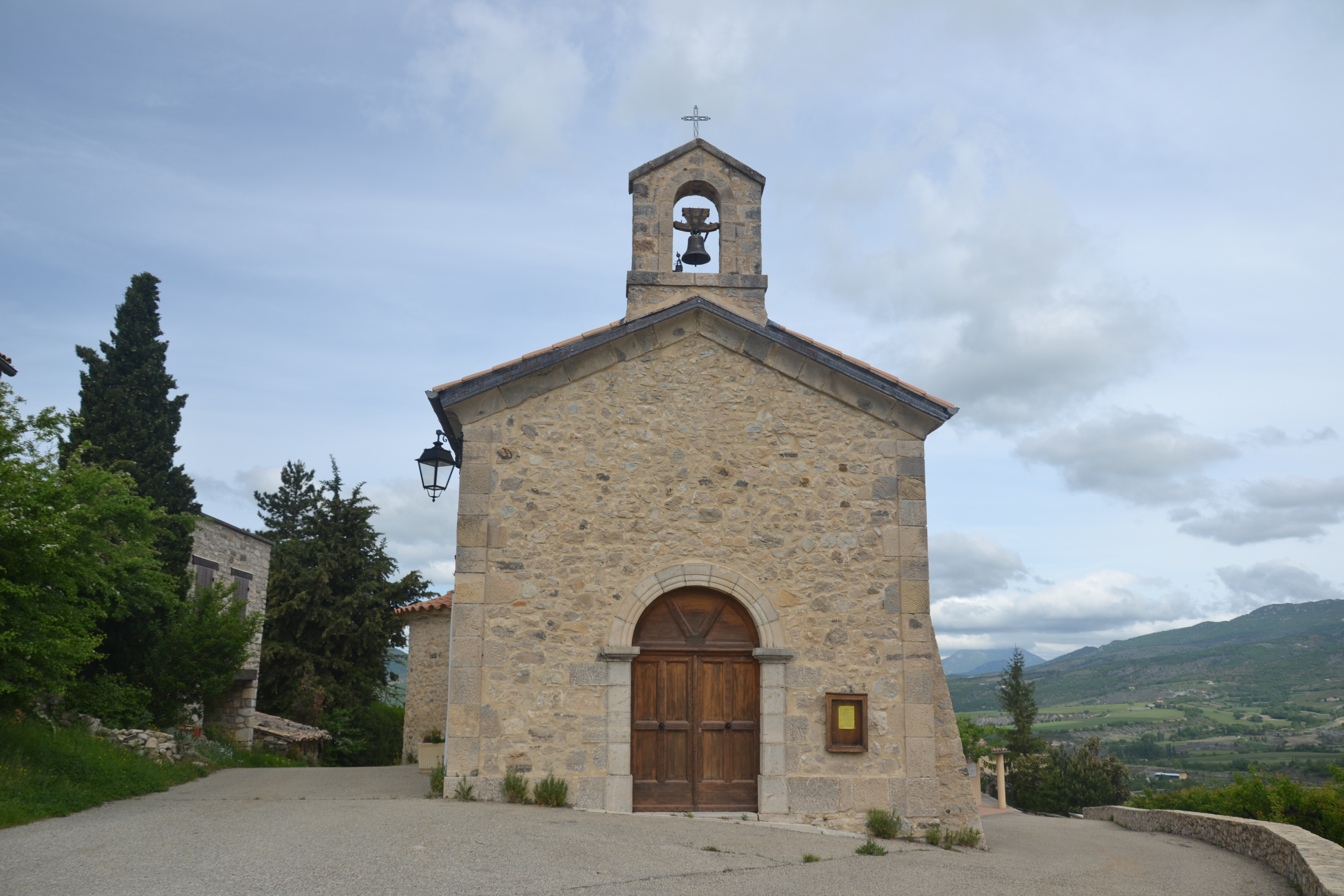
Église de Bésignan.

- Château de la Colombières[réf. nécessaire].
- Vieux village, village médiéval déserté au XIXe siècle[réf. nécessaire].
- Église Saint-Thomas de Bésignan du XIXe siècle[12].

### Patrimoine naturel
- Vues (du col d'Ey) sur la vallée de l'Ennuyé[12].
- Montagne de la Serrière[12].

### Héraldique
| Armoiries de Bésignan | Les armoiries de Bésignan se blasonnent ainsi : d'azur au lion d'argent |